# Mudassar Hussain
Mudassar Hussain (ur. 1 marca 1990) – pakistański zapaśnik walczący w obu stylach. Zajął jedenaste miejsce na igrzyskach azjatyckich w 2018. Piętnasty na mistrzostwach Azji w 2015. Siódmy na igrzyskach Solidarności Islamskiej w 2017. Brązowy medalista mistrzostw Wspólnoty Narodów w 2017 roku.
Absolwent University of Central Punjab w Lahaur.